# Daniel Xavier
Daniel Xavier (ur. 31 sierpnia 1982 w Belo Horizonte) – brazylijski łucznik.
Podczas igrzysk olimpijskich w 2012 roku w eliminacjach zajął 51. miejsce. W 1/32 finału (1 rundzie) przegrał z 14. w eliminacjach, Rafałem Dobrowolskim 3-7.